# Trichina (geslacht)
Trichina is een geslacht van insecten uit de familie van de Hybotidae, die tot de orde tweevleugeligen (Diptera) behoort.

## Soorten
Deze lijst van 12 stuks is mogelijk niet compleet.
- T. atripes (Melander, 1902)
- T. basalis Melander, 1928
- T. bilobata Collin, 1926
- T. clavipes Meigen, 1830
- T. elongata Haliday, 1833
- T. flavipes Meigen, 1830
- T. nitida Melander, 1928
- T. nura (Melander, 1902)
- T. opaca Loew, 1864
- T. pallipes (Zetterstedt, 1838)
- T. pullata Melander, 1928
- T. unilobata Chvala, 1981